# Maesa indica
Maesa indica är en viveväxtart som först beskrevs av William Roxburgh, och fick sitt nu gällande namn av A. Dc. Maesa indica ingår i släktet Maesa och familjen viveväxter. Inga underarter finns listade i Catalogue of Life.

## Bildgalleri

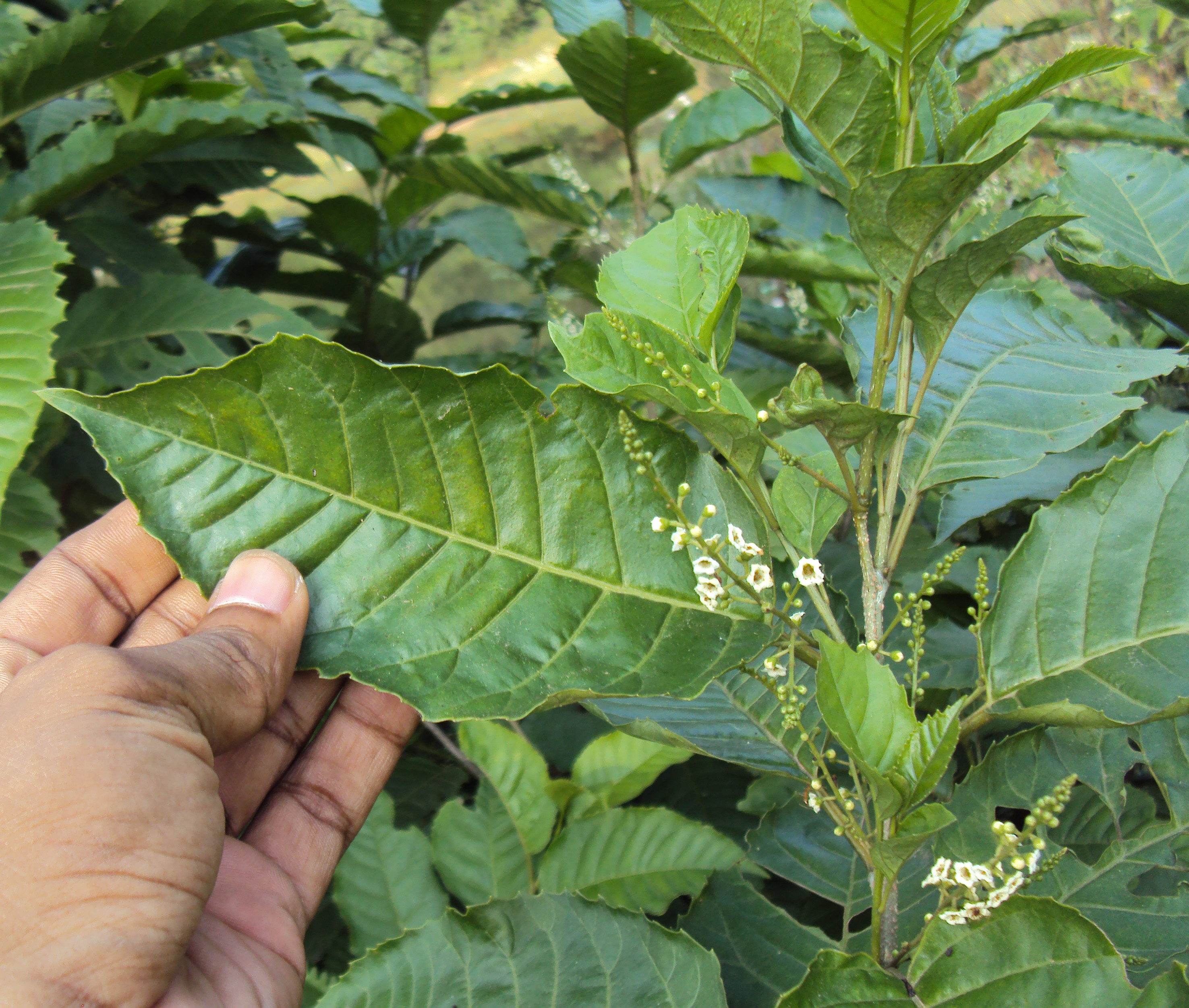
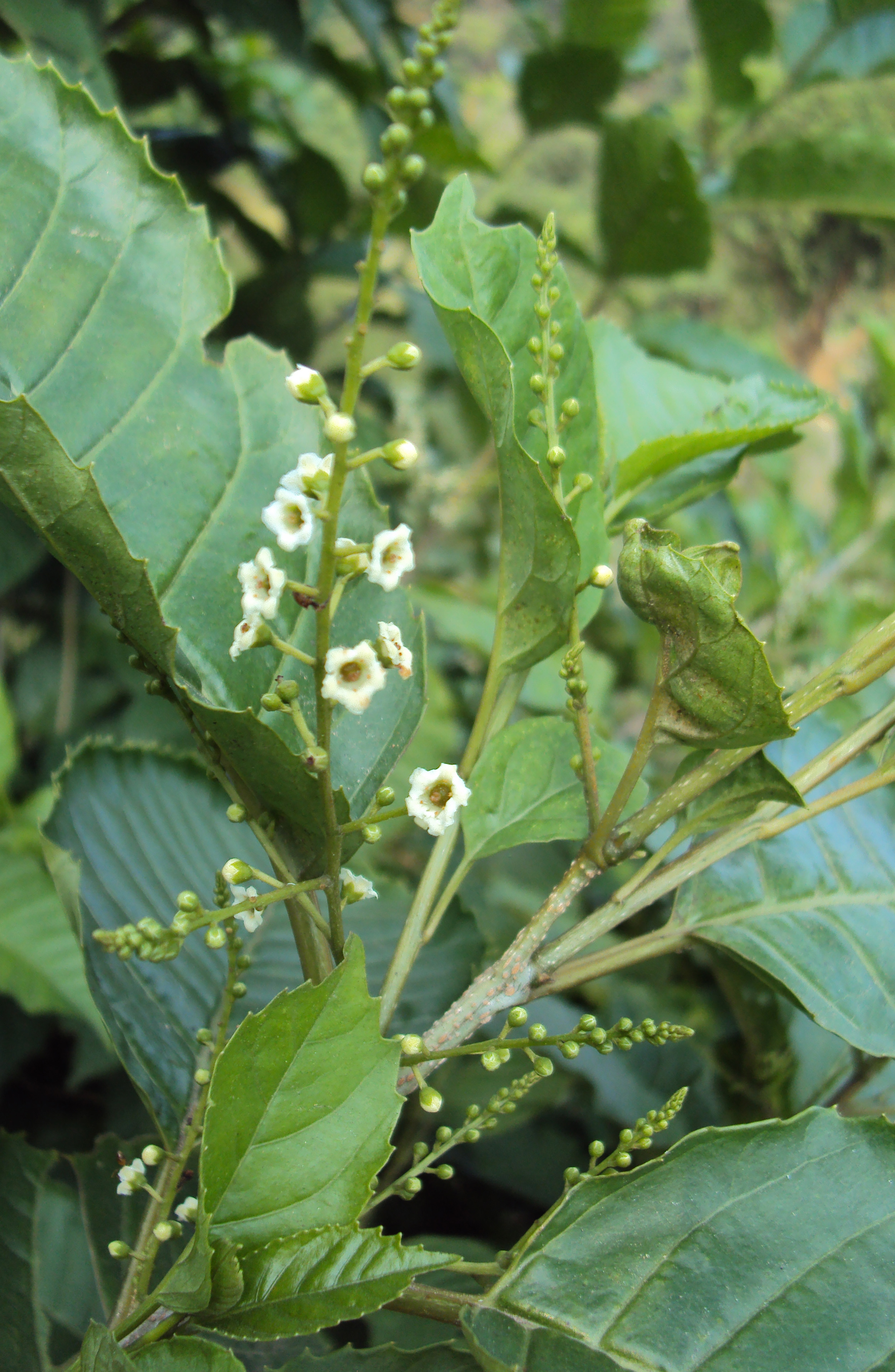
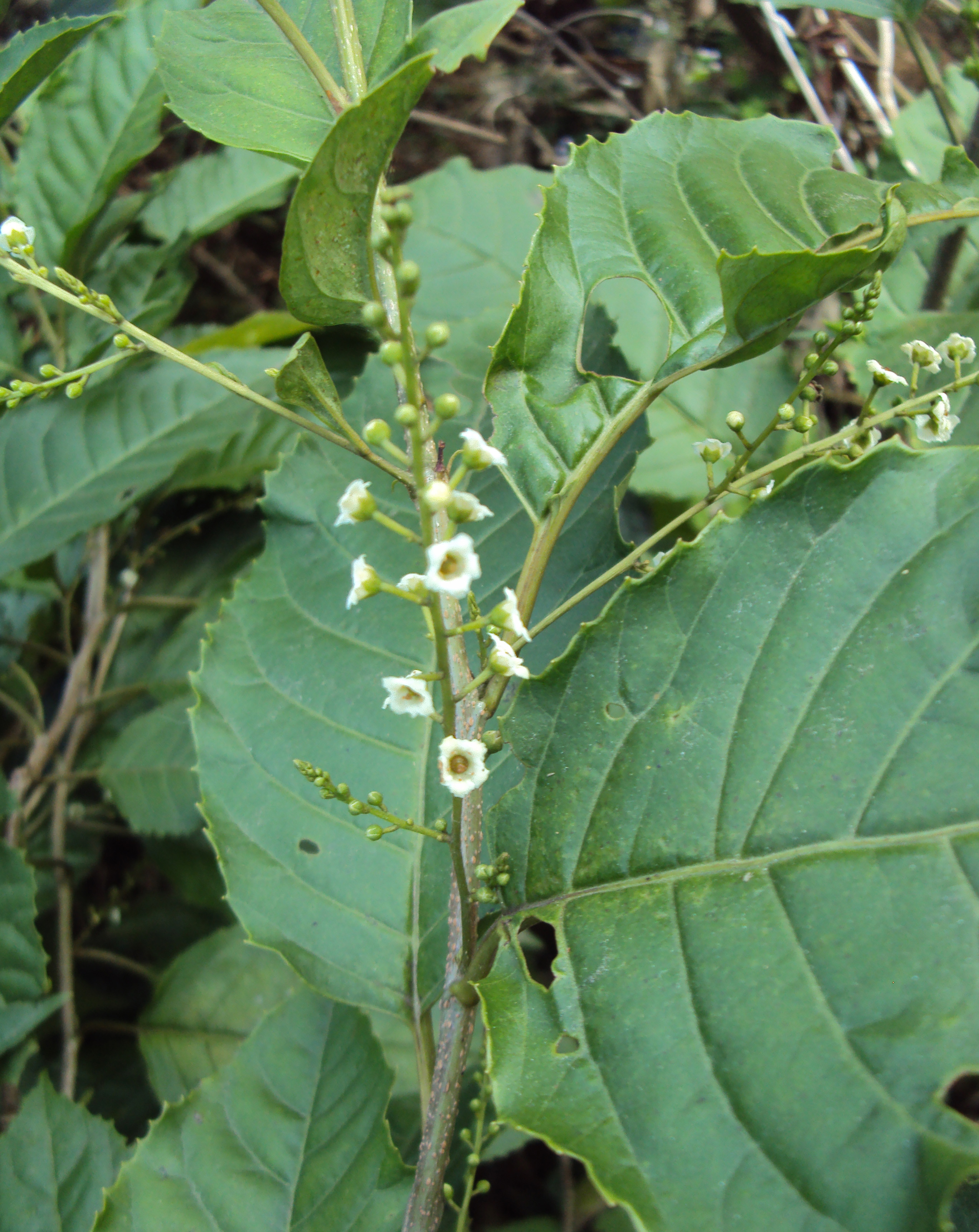
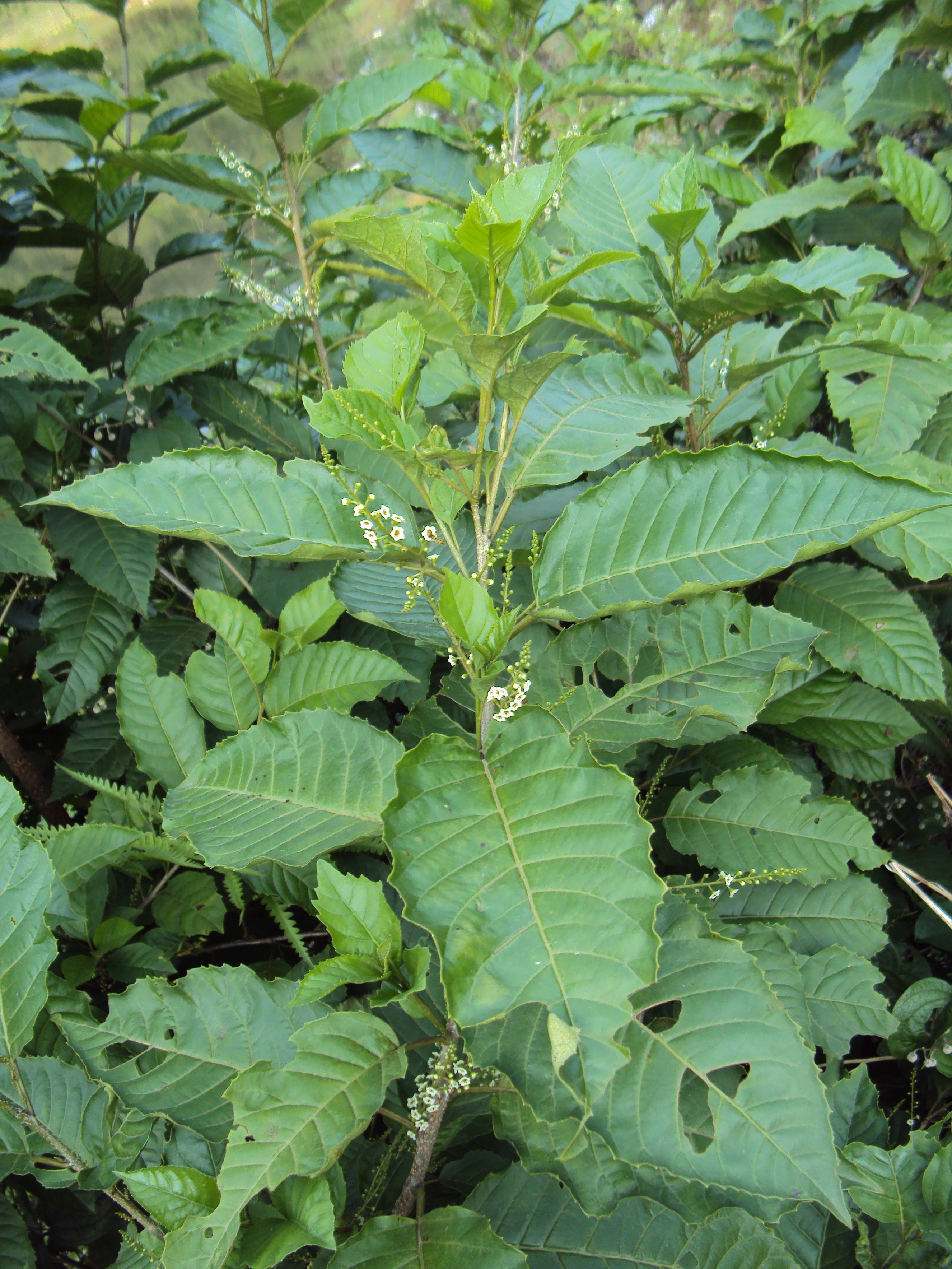